# Push Upstairs
Push Upstairs – utwór zespołu Underworld, wydany jako promo w 1998 oraz jako singiel 15 marca 1999 roku. Pochodzi z albumu Beaucoup Fish, wydanego 1 marca. Doszedł do 3. miejsca na liście UK Independent Singles Chart.

## Utwór

### Wydania
„Push Upstairs” ukazał się jako promo w 1998 roku w Stanach Zjednoczonych i Japonii z adnotacją, iż pochodzi z nowego albumu Underworld, Beaucoup Fish, mającego się ukazać w pierwszym kwartale 1999 roku i nie jest przeznaczony do sprzedaży.
26 lutego 1999 roku utwór został wydany w Wielkiej Brytanii w formacie Betacam SP.
11 marca ukazał się w Stanach Zjednoczonych w dwóch wersjach promo.
15 marca 1999 roku został wydany jako singiel (winyl 12”) w Wielkiej Brytanii nakładem Junior Boy’s Own. Wersja europejska ukazała się w wersji CD i zawierała 5 utworów.
20 marca singel został wydany w Japonii w 2 wersjach: jako singel (identyczny z wersją brytyjską) i maxi singel (zawierający jeden utwór więcej niż wersja europejska).
W 1999 roku wytwórnie Junior Boy’s Own i V2 wydały singel w Stanach Zjednoczonych: w wersji promo (21 lipca) oraz w wersji komercyjnej, identycznej z wersją brytyjską.
Na całym świecie ukazało się ogółem kilkadziesiąt wersji utworu i jego remiksów.

### Lista utworów

#### Wersja brytyjska, japońska i amerykańska
Lista według Discogs:
| A1. | Push Upstairs                                                                            | 4:34  |
|     |                                                                                          |       |
| A2. | Push Upstairs (The Large Unit)                                                           | 5:38  |
|     |                                                                                          |       |
| B1. | Push Upstairs (Roger S. Blue Plastic People Mix) Remix, Producer [Additional] – Roger S. | 8:13  |
|     |                                                                                          |       |
|     |                                                                                          | 18:25 |
|     |                                                                                          |       |
Personel:
- muzycy – Darren Emerson, Karl Hyde, Rick Smith
- autorzy – Underworld
- producent – Rick Smith
- inżynierowie, miksowanie – Mike Nielsen, Rick Smith, Tom Morrison
- mastering – Kevin Metcalfe

#### Wersja europejska
Lista według Discogs:
| 1. | Push Upstairs                                                                                         | 4:34  |
|    | |       |
| 2. | Push Upstairs (Adam Beyer Mix 1) Remix, Producer [Additional] – Adam Beyer                            | 4:56  |
|    | |       |
| 3. | Push Upstairs (Roger S Blue Plastic People Mix) Producer [Additional] – Roger Sanchez Remix – Roger S | 8:13  |
|    | |       |
| 4. | Push Upstairs (Darren Price Remix) Remix, Producer [Additional] – Darren Price                        | 6:47  |
|    | |       |
| 5. | Please Help Me                                                                                        | 7:29  |
|    | |       |
|    | | 31:59 |
|    | |       |

#### Wersja japońska (maxi singel)
Lista według Discogs
| 1. | Push Upstairs                                                                                         | 4:34  |
|    | |       |
| 2. | Push Upstairs (Adam Beyer Mix 1) Remix, Producer [Additional] – Adam Beyer                            | 4:56  |
|    | |       |
| 3. | Push Upstairs (Roger S Blue Plastic People Mix) Producer [Additional] – Roger Sanchez Remix – Roger S | 8:13  |
|    | |       |
| 4. | Push Upstairs (Darren Price Remix) Remix, Producer [Additional] – Darren Price                        | 6:47  |
|    | |       |
| 5. | Push Upstairs (The Large Unit)                                                                        | 5:38  |
|    | |       |
| 6. | Please Help Me                                                                                        | 7:29  |
|    | |       |
|    | | 37:37 |
|    | |       |

## Odbiór
| Kraj              | Lista                        | Pozycja |
| ----------------- | ---------------------------- | ------- |
| Australia         | ARIA Charts                  | 79      |
| Belgia            | Ultratop (Flandria)          | Tip: 8  |
| Europa            | European Hot 100             | 46      |
| Holandia          | Dutch Single Top 100         | 79      |
| Kanada            | Dance                        | 21      |
| Stany Zjednoczone | Dance Club Songs             | 38      |
| Szkocja           | Scottish Singles Chart       | 14      |
| Wielka Brytania   | UK Singles Chart             | 12      |
| Wielka Brytania   | UK Dance Singles             | 8       |
| Wielka Brytania   | UK Independent Singles Chart | 3       |

| Kraj            | Lista                     | Pozycja |
| --------------- | ------------------------- | ------- |
| Wielka Brytania | Club Chart Top 50 of 1999 | 40      |